# Église en bois de Popovica
L'église en bois de Popovica (en serbe cyrillique : Црква брвнара у Поповици ; en serbe latin : Crkva brvnara u Popovici) est une église orthodoxe serbe serbe située à Popovica, dans la municipalité de Negotin et dans le district de Bor en Serbie. Elle est inscrite sur la liste des monuments culturels protégés de la république de Serbie (identifiant no SK 315).